# Epirhyssa pumila
Epirhyssa pumila är en stekelart som först beskrevs av Kamath och Gupta 1972.  Epirhyssa pumila ingår i släktet Epirhyssa och familjen brokparasitsteklar. Inga underarter finns listade i Catalogue of Life.